# Китайский синдром (фильм)
«Китайский синдром» (англ. The China Syndrome) — кинофильм режиссёра Джеймса Бриджеса, вышедший на экраны в 1979 году. Фильм вышел в прокат в США 16 марта 1979 года, всего за несколько дней до реальных событий на АЭС Три-Майл-Айленд в Пенсильвании.

## Сюжет
Фильм начинается с производственного кадра — сотрудники телеканала KXLA из аппаратной включают в эфир забавный репортаж корреспондентки Кимберли Уэллс о новом сервисе «поющих писем и телеграмм». Следом Кимберли Уэллс (Джейн Фонда) и оператор Ричард Адамс (Майкл Дуглас) посещают атомную электростанцию Вентана, штат Калифорния, в связи с созданием цикла передач об атомной энергии. Вместе с сотрудником компании Биллом Гибсоном они проходят небольшую экскурсию и входят в зал управления, как вдруг происходит неизвестная вибрация и включается сигнал тревоги. Поначалу неисправность принимают за знакомую проблему с турбиной, однако показания приборов продолжают отмечать опасную нехватку воды в реакторе. Причин утечки найти не удается. Толчки повторяются. Все операторы АЭС при этом начинают сильно пугаться. Однако наконец вода начинает подниматься — авария ликвидирована. В это время Адамс снимает всё происходящее на плёнку, хотя это и запрещено. Однако впоследствии телекомпания отказывается выпустить материал в эфир. Уэллс и Адамс начинают поднимать вопрос о безопасности АЭС.
Тем временем начальник смены станции Джек Годел (Джек Леммон), вспоминает о странной вибрации, которую он почувствовал во время аварии, и начинает проверять отчёты компании-подрядчика, которая поставляла оборудование для этой АЭС. Просматривая отчёты о проведении рентген-дефектоскопии, он обнаруживает, что все снимки сварных швов — это один и тот же снимок, однако во всех заключениях стоит подпись эксперта. Тогда Джек идёт к эксперту и пытается выяснить, сколько швов на самом деле было проверено, но тот начинает угрожать ему и прямо говорит, что такая крупная компания имеет серьёзную власть и никогда не допустит убытков. Джек понимает, что на самом деле был проверен только один шов, а все отчёты — сфальсифицированы, чтобы сэкономить деньги и сдать объект в срок. Тогда он пытается через курьера передать доказательства журналистам — Кимберли и Ричарду, но за курьером, звукооператором Гектором, следят неизвестные. Курьер получает документы и везёт их на своей машине, на него совершается покушение, его машину на полном ходу на протяжении нескольких метров сталкивают с дороги в овраг. На место аварии прибывает скорая помощь, спасатели режут машину, чтобы спасти курьера — он серьёзно ранен, а документы похищены неизвестными.
Джек срочно выезжает из дома, чтобы лично дать показания, но его также преследуют неизвестные. Он замечает преследование и начинает подозревать, что его хотят убить. Уходя от погони он едет на АЭС, так как это ближайшее безопасное место. В зале управления он узнаёт о том, что подготовительные процедуры завершены и реактор вот-вот начнут запускать и планируют вывести на полную мощность. Он сильно беспокоится о надёжности трубопровода, так как сварные швы по сути никто не проверял, а значит вибрация или подземный толчок могут разрушить любую трубу в любом месте, если там остался скрытый дефект. Годелл протестует против запуска на полную мощность, отнимает у охранника пистолет и выгоняет весь персонал из зала управления АЭС, заперев двери изнутри. Он требует прямой эфир, чтобы сделать публичное заявление и рассказать всем о высокой опасности запуска реактора из-за потенциально ненадёжной системы охлаждения. Уэллс приезжает на АЭС, чтобы сделать репортаж о случившемся. Адамс, узнав, что отряд полиции начинает штурм, пытается предупредить Уэллс. Но оказывается слишком поздно, и во время штурма Годелла смертельно ранят. В этот момент происходит авария — тот самый насос охлаждения, который раньше вибрировал, теперь ломается, его сильно трясёт и его крепление разрушается, так как не выдержал один из сварных швов в опорной конструкции. Однако ничего страшного не происходит, все трубы целы, утечек нет, автоматическая защита успешно глушит реактор. Оставшиеся в живых герои фильма выходят из здания электростанции, чтобы дать интервью журналистам. Фильм закольцован тем же ракурсом из аппаратной. С места событий ведётся прямая трансляция, переходящая на рекламу новых микроволновых печей с вращающимся блюдом. Внезапно сигнал с Вентаны пропадает, а реклама «виснет».

## В ролях
- Джейн Фонда — Кимберли Уэллс, телекорреспондент
- Джек Леммон — Джек Годелл, начальник смены станции
- Майкл Дуглас — Ричард Адамс, телеоператор
- Скотт Брейди — Херман Де Янг, инженер-управляющий смены
- Джеймс Хэмптон— Билл Гибсон, сотрудник энергетической компании
- Питер Донат — Дон Джекович, директор телеканала
- Уилфорд Бримли — Тед Спиндлер, инженер-оператор смены
- Ричард Херд — Эван Маккормак, директор энергокомпании
- Дэниэл Вальдес — Гектор Салас, звукооператор
- Джеймс Карен — Мак Чернил, начальник новостного отдела тележурналистов

## Название
Название фильма происходит от жаргонного выражения американских физиков — китайский синдром. Один из персонажей фильма, специалист по ядерной энергии Эллиот Лоуэлл, к которому обратился за консультацией Ричард, описывает последствия возможной аварии на АЭС как опасность расплавления ядерного реактора. На вопрос Кимберли, что это значит и насколько глубоко расплавившийся в США реактор может прожечь Землю, он с мрачным юмором отвечает «теоретически хоть до Китая», добавляя, что расплавленная масса может прожечь путь до грунтовых вод и вызвать колоссальный паровой взрыв, рассеяв зараженную пыль и осколки на площади с Пенсильванию.

## Награды и номинации
- 1979 — приз лучшему актёру Каннского кинофестиваля (Джек Леммон).
- 1979 — попадание в десятку лучших фильмов года по версии Национального совета кинокритиков США.
- 1980 — 4 номинации на премию «Оскар»: лучший актёр (Джек Леммон), лучшая актриса (Джен Фонда), лучший оригинальный сценарий (Джеймс Бриджес, Майк Грей, Т. С. Кук), лучшая работа художника и декоратора (Джордж Дженкинс, Артур Джеф Паркер).
- 1980 — премии BAFTA за лучшую мужскую (Джек Леммон) и женскую роли (Джейн Фонда), а также номинации в категориях «лучший фильм» и «лучший сценарий» (Джеймс Бриджес, Майк Грей, Т. С. Кук).
- 1980 — 5 номинаций на премию «Золотой глобус»: лучший фильм — драма, лучшая режиссура (Джеймс Бриджес), лучший драматический актёр (Джек Леммон), лучшая драматическая актриса (Джейн Фонда), лучший сценарий (Джеймс Бриджес, Майк Грей, Т. С. Кук).
- 1980 — премия «Давид ди Донателло» лучшему зарубежному актёру (Джек Леммон).
- 1980 — премия Гильдии сценаристов США за лучшую оригинальную драму (Джеймс Бриджес, Майк Грей, Т. С. Кук).
- 1980 — номинация на премию Гильдии режиссёров США за лучшую режиссуру художественного фильма (Джеймс Бриджес).